# Catephia arctipennis
Catephia arctipennis là một loài bướm đêm trong họ Erebidae.